# Lords Mobile
Lords Mobile — MMO-стратегия, разработанная и изданная компанией IGG. Игра является бесплатной, но содержит встроенные покупки. Согласно аналитическим данным App Annie, игра является одним из самых популярных приложений (среди стратегий) в App Store (iOS) и Google Play. Официальное описание игры гласит, что у неё более 60 миллионов игроков по всему миру.
В 2016 году Lords Mobile победила в номинации «Лучшая соревновательная награда» от Google Play, в 2017 году она была номинирована на премию Google Play в номинации «Лучшая многопользовательская игра».

## Геймплей
Режимы
Lords Mobile совмещает в себе MMORPG и стратегию. Её игровой процесс состоит из нескольких игровых режимов. Наиболее важным среди них является режим PVP-битвы. Игроки должны улучшать свою крепость и развивать армию, чтобы атаковать вражеские крепости, уничтожать их, захватывать ресурсы и вражеских лидеров. Обычно игроки могут атаковать только врагов из своего королевства, но во время Войны Королевств (KvK) все королевства (иногда одно, иногда несколько, выбранные системой) открыты для атак (исключая новые серверы, защищенные щитами). Игроки также могут атаковать монстров и боссов, которые периодически появляются на карте королевства, чтобы получать с них ресурсы. В дополнение к обычным атакам игроки могут участвовать в захвате локаций на карте для получения бонусов (либо для собственного профиля, либо для всей гильдии):
- Войны за чудеса;
- Феодальные войны (Войны за титул барона);
- Битва императоров.

Вид поля боя при нападении на вражескую крепость

В игре также есть несколько дополнительных режимов игры:
- Испытания героев — PvE-режим, в котором игрок при помощи пяти героев должен пройти локации одна за одной. Прохождение локации позволяет получить новых героев и опыт, а также материалы для их улучшения.
- Колизей — PvP-режим, в котором игрок выбирает до пяти героев и сражается с заранее выбранными героями другого игрока. Повышение позиции в рейтинге Колизея позволяет получить более качественные награды.
- Лабиринт — PvE-режим, в котором игрок может сразиться с монстрами, а также произвольно появляющимся Хранителем, победив которого можно сорвать джек-пот самоцветов (твёрдая игровая валюта).

Гильдии
Игроки могут присоединяться или создавать гильдии, чтобы сотрудничать с другими игроками независимо от местоположения. Гильдии могут помогать своим участникам при проведении исследований и строительства, сокращая время исследований. Они также могут заработать награды для своих членов, убив монстров и совершив покупки в игре.
Герои
В Lords Mobile есть свыше 40 героев. Они делятся на несколько типов: мудрые, сильные, ловкие. Все герои уникальны с разными навыками, атрибутами и дизайнами. Стратегия игры предполагает необходимость улучшения всех персонажей. Большинство героев доступны через внутриигровые покупки, другую часть можно получить во время прохождения испытаний героев.

## Отзывы
В своем обзоре для GameZebo Том Кристиансен отметил, что он едва смог пройти через руководство для новичков («[прохождение обучения] это типичная рутина (хотя и в меньшей степени) во многих мобильных стратегических играх, но Lords Mobile довели этот процесс до крайности»), одно «господней милостью» для него стал PVE-режим Испытания героев, в котором игроки могут контролировать героев в режиме реального времени и запускать навыки. Тем не менее, остальная часть игрового процесса для него показалась рутиной, от которой, он хотел бы, чтобы разработчики избавились. Анонимный рецензент Канобу.ру охарактеризовал игру следующими словами: «Если вам нравятся проекты в стиле Travian, но в них не хватало красочных битв, Lords Mobile подойдет как нельзя кстати».

## Реклама и маркетинг
Для продвижения Lords Mobile IGG проводит массовые акции в разных частях мира (в частности, в Китае и Южной Азии): формы маркетинга широко варьируются от сотрудничества с сетью супермаркетов (например, Indomaret в Индонезии) до приглашения звёзд. Среди известных звёзд, которые были приглашены для участия в рекламных компаниях были корейская актриса Сон Чжи Хё, японский комик Дайсукэ Миягава и японская гравюр-айдол Рио Утида.

Lords Mobile в разных странах
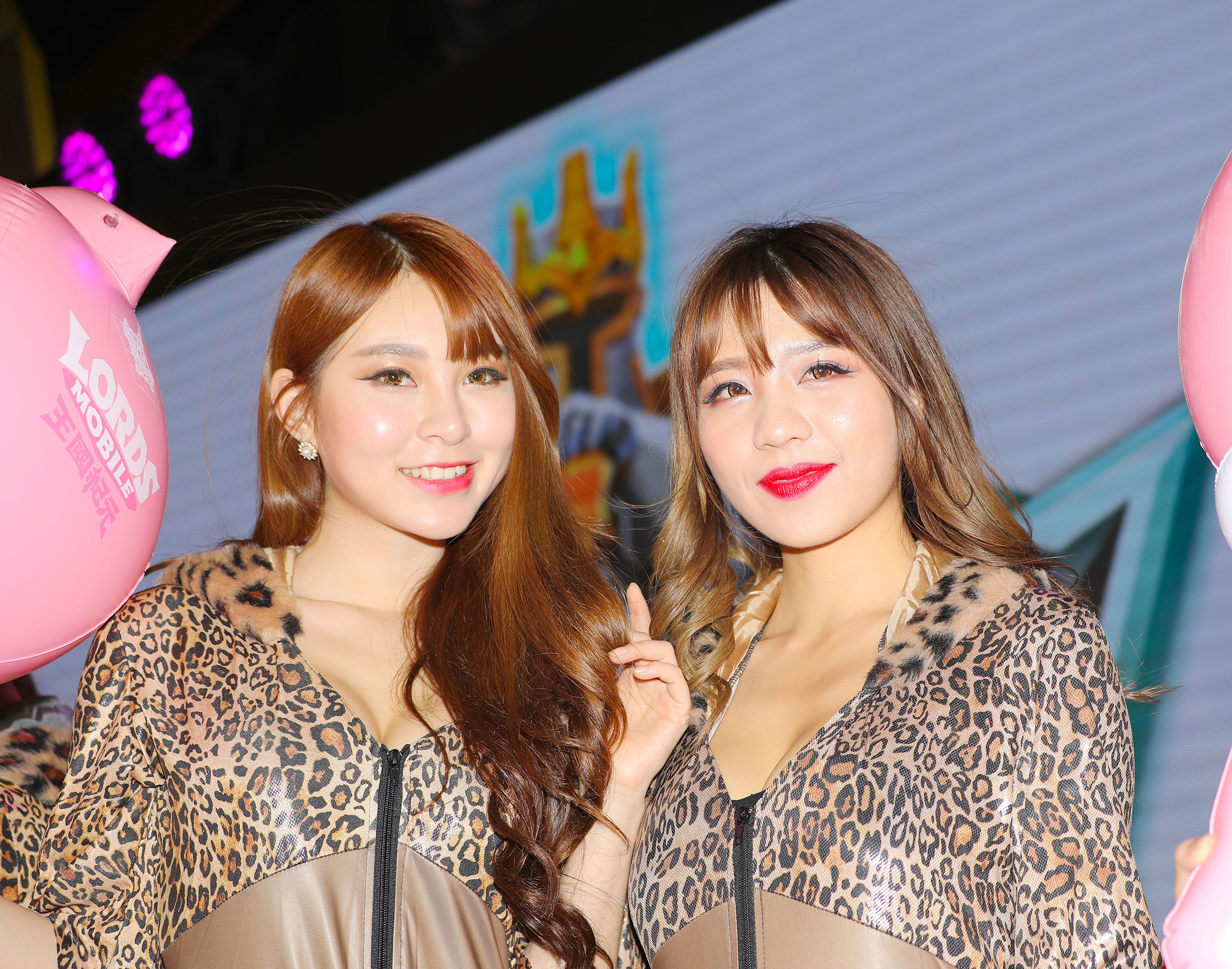
Девушки-косплейщицы на выставке TGS, Тайвань, 2017)
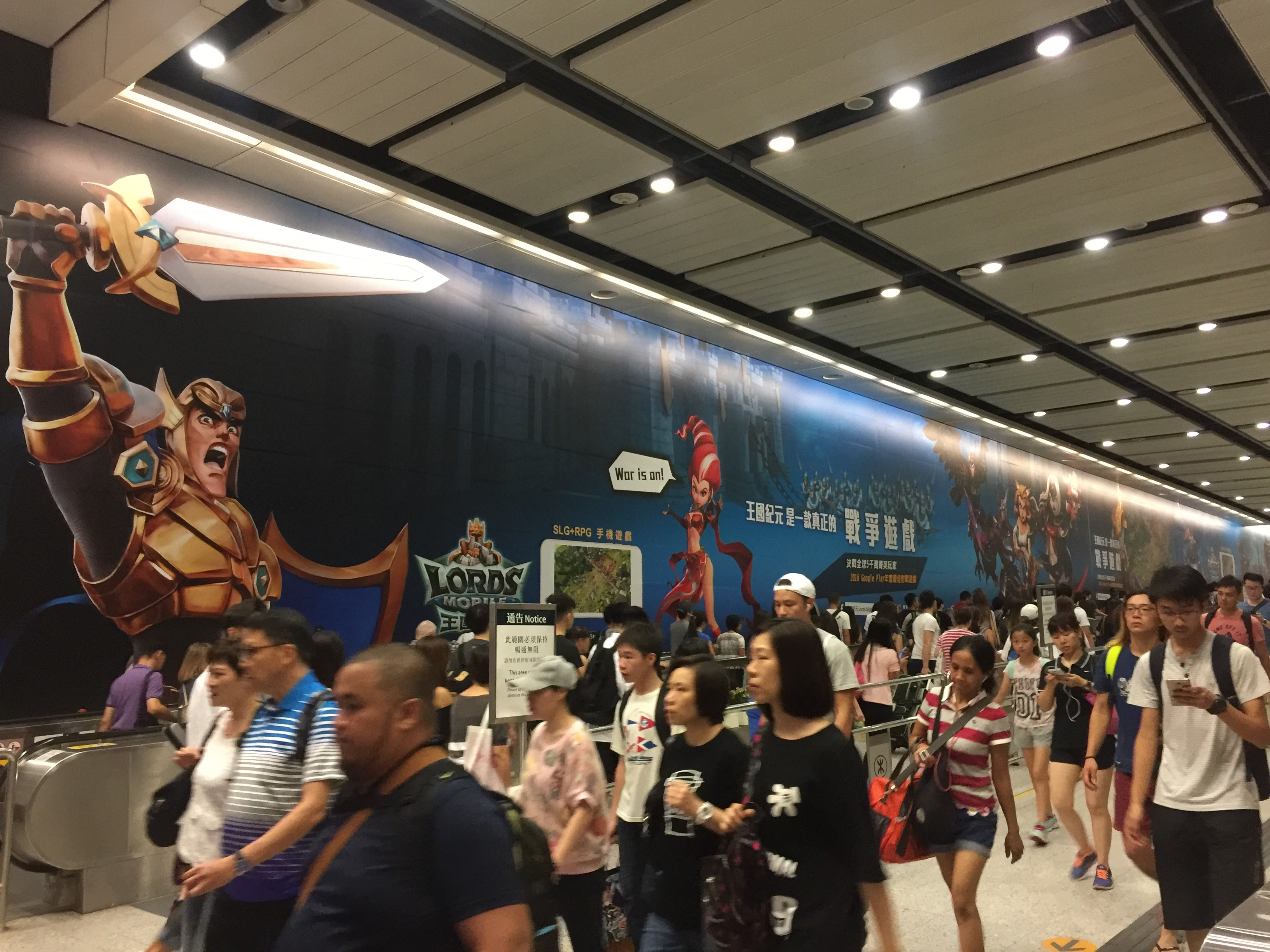
Реклама Lords Mobile в гонконгском метро, 2017

## Награды и номинации
| Год  | Награда            | Категория                         | Итог      |
| ---- | ------------------ | --------------------------------- | --------- |
| 2017 | Google Play Awards | Лучшая многопользовательская игра | Номинация |